# Herbert Pustkuchen
Herbert Pustkuchen (*  28. Dezember 1889; † 12. Juni 1917 im Englischen Kanal) war ein deutscher Oberleutnant zur See und U-Boot-Kommandant im Ersten Weltkrieg, welcher durch die Torpedierung der Sussex zum sogenannten „Sussex-Gelöbnis“ führte. Er gilt als einer der erfolgreichsten U-Boot-Kommandanten der U-Flottille Flandern.

## Leben
Herbert Pustkuchen trat am 1. April 1908 in die Kaiserliche Marine ein. Am 6. Mai 1912 wurde er als Leutnant zur See von der II. Marineinspektion zur Reserve des See-Offizierskorps versetzt.
Später reaktiviert diente er bis März 1915 als Wachoffizier auf der U 16, kam dann in gleicher Position für drei Monate auf die U 41. Mit der Indienststellung im Juni 1915 wurde er Kommandant von UC 5. Ende Oktober 1915 lief der britische Zerstörer Velox auf eine durch UC 5 ausgelegte Seemine und sank. Mitte November 1915 wurde erneut durch eine Seemine von UC 5 das britische Hospitalschiff Anglia versenkt, wobei 134 Menschen ums Leben kamen. Im Dezember 1915 gab er das Kommando an Ulrich Mohrbutter ab, hatte aber in diesem Monat noch einen Minentreffer des britischen U-Boots HMS E6 erzielt. Am 2. Mai 1915 war Pustkuchen zum Oberleutnant zur See befördert worden.
Von der Indienststellung am 18. Januar 1916 bis 3. November 1916 war er Kommandant von UB 29. Am 24. März 1916 wurde durch UB 29 das Dampfschiff Sussex torpediert. Pustkuchen hielt es aufgrund der Form des Achterschiffs für einen Minenleger. 50 Personen starben, u. a. der gefeierte spanische Komponist Enrique Granados und seine Frau, der irische Tennisspieler Manliffe Goodbody und der persische Prinz Bahram Mirza Sardar Mass'oud (Sohn von Zell os-Soltan). Da US-Bürger beim Angriff getötet und verletzt wurden, kam es zum Austausch diplomatischer Noten zwischen den USA und Deutschland. Am 18. April 1916 forderte US-Präsident Woodrow Wilson im „Sussex-Ultimatum“ ein Ende des im Februar 1915 erklärten uneingeschränkten U-Boot-Kriegs. Die Reaktion der deutschen Regierung war das so genannte „Sussex-Gelöbnis“ (Sussex pledge) vom 4. Mai 1916, mit der man den Vereinigten Staaten versicherte, in Zukunft keine Passagierschiffe mehr anzugreifen und Handelsschiffe nicht zu versenken, bevor man definitiv Waffen an Bord ausgemacht hatte, man würde außerdem für die Sicherheit der Passagiere und Mannschaft sorgen. Dies war praktisch das Ende des uneingeschränkten U-Boot-Kriegs. Der Chef des Admiralstabs schrieb, dass eine Bestrafung Pustkuchens nicht umgangen werden könne, vermerkte aber auch vertraulich, dass sein Fortkommen in der Marine dadurch nicht beeinträchtigt wäre. Im Oktober 1916 wurde UB 29 in ein Gefecht mit der britischen U-Boot-Falle Helgoland verwickelt, konnte aber entkommen.
Anschließend übernahm Pustkuchen als Kommandant die neue UC 66. Am 12. Februar 1917 wurde durch UC 66 das Passagierschiff Afric versenkt, was mit 11.948 BRT das größte Schiff, das versenkt wurde, seitdem Deutschland am 1. Februar 1917 zum zweiten Mal während des Ersten Weltkriegs den uneingeschränkten U-Boot-Krieg erklärt hatte. 22 Menschen starben beim Untergang. Mitte Februar 1917 entkam UC 66 durch Pustkuchens umsichtiges Handeln der U-Boot-Falle SS Penshurst, welche bereits UB 19 und UB 37 versenkt hatte. Ende März 1917 erfolgte die Torpedierung der Asturias, welche 35 Tote zu beklagen hatte und bis 1923 nicht mehr eingesetzt werden konnte. Im April 1917 entkam UC 66 dem britischen U-Boot HMS D3. Am 12. Juli 1917 wurde UC 66 im Englischen Kanal durch Wasserbomben des bewaffneten Trawlers Sea King versenkt, wobei alle Besatzungsmitglieder starben.
Bis 1916 war er u. a. mit dem Eisernen Kreuz I. Klasse und dem Ritterkreuz mit Schwertern des Königlichen Hausordens von Hohenzollern ausgezeichnet worden.